# 绍迪耶尔-阿巴拉契亚区
绍迪耶尔-阿巴拉契亚区（法語：Chaudière-Appalaches）位于魁北克南部，以境内的绍迪耶尔河（Chaudiere）与阿巴拉契亚山脉命名，聖勞倫斯河南岸，与魁北克市隔河相望。经济上主要是林业、造纸、农业、石化、冶金、旅游以及纺织业。该地区拥有6000多家农场，是魁北克省第二大农业区。矿产包括石棉，砂石等。旅游则以多种多样的服务闻名。面积15071平方公里，人口41万829人（2011年），下辖9个县、一个独立市勒维（Levis）， 总计136个城镇。